# Kippel
Kippel (toponimo tedesco) è un comune svizzero di 340 abitanti del Canton Vallese, nel distretto di Raron Occidentale.

## Geografia fisica

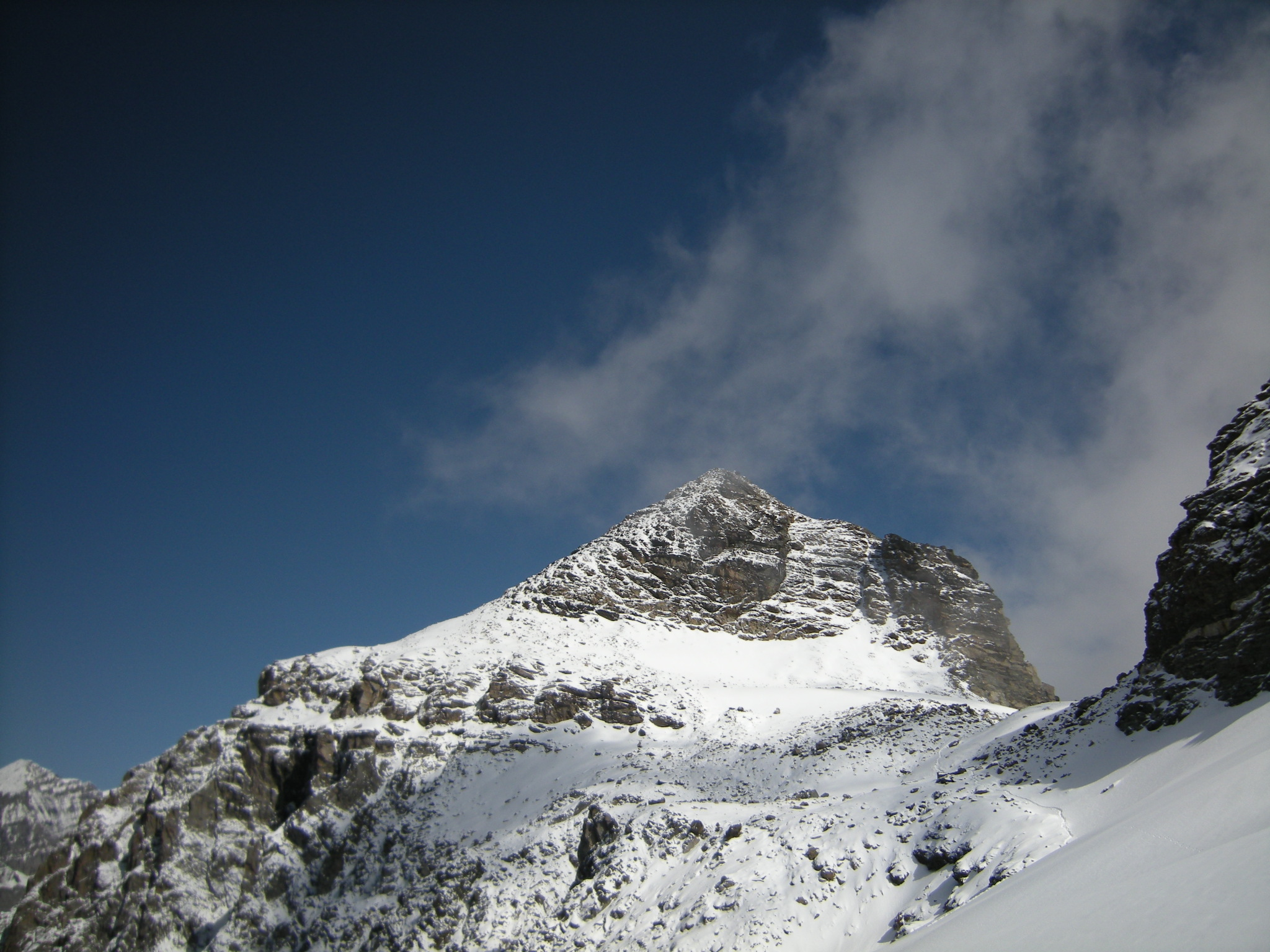
Lo Hockenhorn

È il comune principale della Lötschental, valle laterale della valle del Rodano.

## Monumenti e luoghi d'interesse

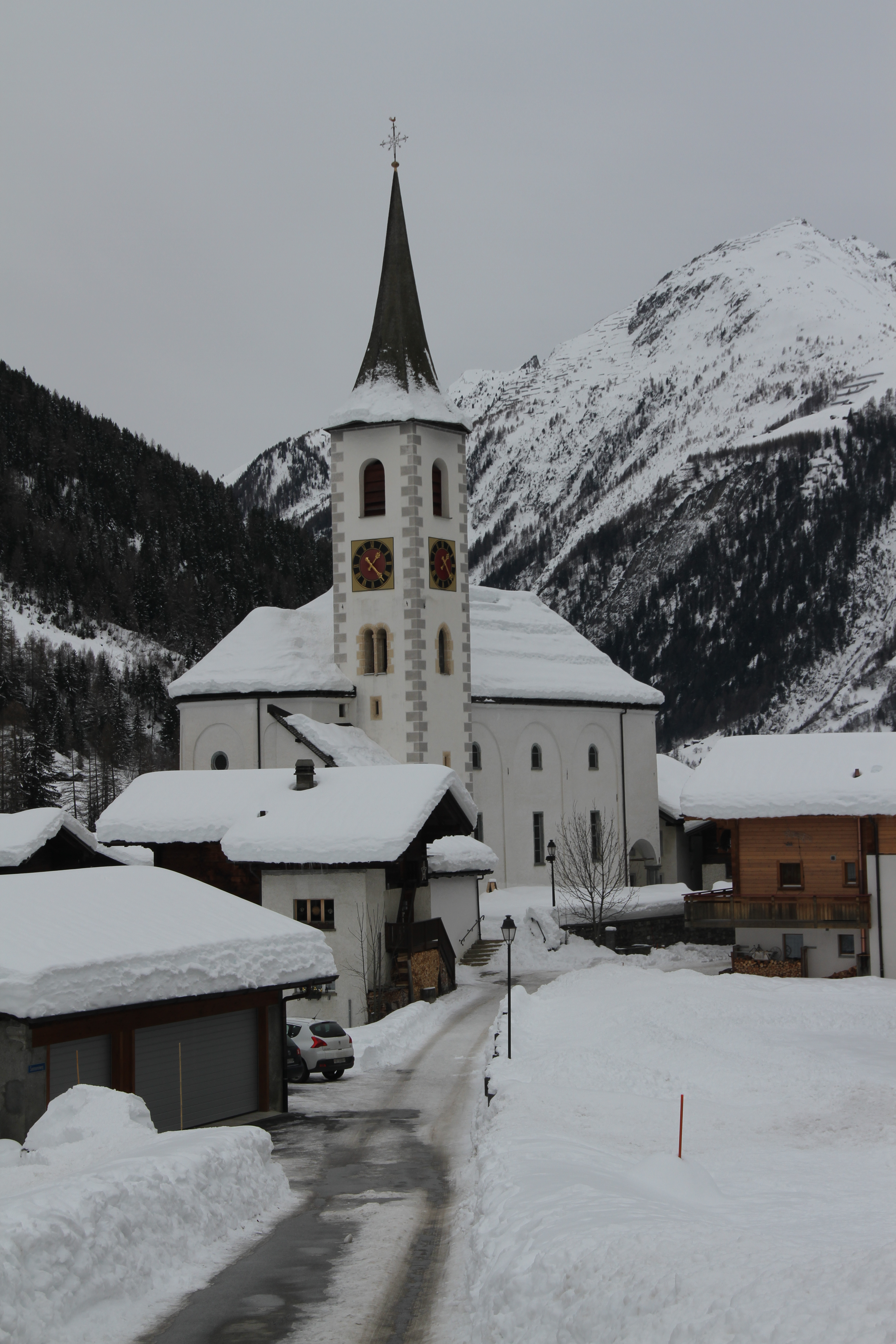
La chiesa di San Martino

- Chiesa parrocchiale cattolica di San Martino, eretta nel XII secolo e ricostruita nel 1556 e nel 1740[1].

## Società

### Evoluzione demografica
L'evoluzione demografica è riportata nella seguente tabella:
Abitanti censiti

## Economia
Nel territorio comunale sorgeva la stazione sciistica di Hockenalp, sviluppatasi negli anni 1960 e 1970.

## Amministrazione
Ogni famiglia originaria del luogo fa parte del cosiddetto comune patriziale e ha la responsabilità della manutenzione di ogni bene ricadente all'interno dei confini del comune.